# Kenneth Minogue
Kenneth Robert Minogue (Palmerston North, 11 settembre 1930 – Guayaquil, 28 giugno 2013) è stato un politologo australiano.
Appartenente alla tradizione del pensiero liberale, fu un eminente critico della socialdemocrazia e dello Stato sociale.

## Biografia
Nato in Nuova Zelanda, i suoi genitori si trasferirono in Australia con lo scoppio della seconda guerra mondiale. Frequentò inizialmente la scuola media del quartiere di Darlinghurst e poi il liceo maschile di Sydney. Si iscrisse all'Università di Sydney, dove conseguì il baccellierato nel 1950, divenendo allievo di John Anderson, che si era costruito una reputazione per la sua ferma convinzione nella libertà di parola, nel secolarismo e nell'avversione al socialismo. Minogue si dedicò al giornalismo studentesco - che, come ammise, andò a scapito dei suoi studi - e scrisse per Honi Soit e per un giornale di breve durata dal pensiero libero, Heresy. Tra gli amici vi erano Murray Sayle e Peter Coleman.
Deciso a trasferirsi nel Regno Unito, Minogue vi giunse lavorando come mozzo su una nave diretta a Londra passando per Odessa e Porto Said. Si iscrisse alla Facoltà di economia di Londra, frequentando il corso di economia politica e divenendo allievo di Michael Oakeshott. Dopo la laurea trascorse un anno insegnando all'Università di Exeter; nel 1954 sposò Valerie Pearson Hallett, dalla quale ebbe due figli.
Dopo essere tornato nel 1956 alla Facoltà di economia dell'Università di Londra, negli anni Settanta Minogue fu vivace animatore di un gruppo di scienziati e giornalisti — quali Maurice Cowling, Maurice Cranston, Frank Johnson, Elie Kedourie, John Barrett Kelly, William Letwin, Shirley Robin Letwin, Noel Malcolm, Roger Scruton, Thomas Edwin Utley, Colin Welch e Peregrine Worsthorne — che avevano a cuore la libertà. Nel 1984 fu nominato professore ordinario alla cattedra di scienza politica della Facoltà di economia dell'Università di Londra.
Nel 1986 Minogue presentò un programma televisivo in sei puntate sul quarto canale britannico sull'economia di libero mercato, intitolato The New Enlightenment. Ha scritto uno studio sulle relazioni Maori e Pākehā (quest'ultimo è il termine Maori per i neozelandesi di origine europea) che è stato pubblicato nel 1998 con il titolo di Waitangi, Morality and Reality.
Dal 1991 al 1993 Minogue fu presidente del centro studi euroscettico Bruges Group e, dal 2010 al 2012, del centro studi liberale Società Mont Pèlerin. Nel 2001 Minogue divorziò dalla moglie e si sposò successivamente con Beverly Cohen.
Morì nella provincia del Guayas, in Ecuador, a causa di un arresto cardiaco avuto su un volo di ritorno dall'isola di San Cristóbal nelle Galápagos, dove era stato organizzato un incontro del centro studi liberale Mont Pèlerin Society. Fu dichiarato morto poco dopo l'atterraggio del suo aereo sulla terraferma ecuadoregna.

## Pensiero ed eredità
Fautore dell'individualismo, della responsabilità personale e dell'ordine spontaneo, nei suoi saggi ha stigmatizzato ogni forma di statalismo, che porterebbe alla deresponsabilizzazione del cittadino e al controllo sociale. Negli anni Ottanta fu uno degli ispiratori di Margaret Thatcher e dei suoi governi.
Introducendo la nozione di "politico-morale", Minogue fu anche critico della politica che si erge a unico orizzonte dell'esperienza etica dei cittadini.
Riguardo all'eredità di Minogue, Scruton ha suggerito che questi non fosse "un semplice accademico" ma "un modello di attivista conservatore" perché "si occupava di difendere la civiltà vecchio stile contro il furore ideologico, e credeva che questo fosse il vero significato della libertà che i popoli di lingua inglese hanno creato e goduto".

## Opere
- Kenneth Minogue, Le radici cristiane di una società libera, Torino, Centro Italiano Documentazione Azione Studi, 1996.
- Kenneth Minogue, La mente liberal, traduzione di Rebecca O'Doherty, Macerata, Liberilibri, 2011.
- Kenneth Minogue, La mente servile, prefazione di Franco Debenedetti, Torino, IBL Libri, 2012.
- Kenneth Minogue, Breve introduzione alla politica, Torino, IBL Libri, 2014.